# NGC 4390
NGC 4390 is een balkspiraalstelsel in het sterrenbeeld Maagd. Het hemelobject ligt 63,9 miljoen lichtjaar van de Aarde verwijderd en werd op 15 maart 1784 ontdekt door de Duits-Britse astronoom William Herschel.

## Synoniemen
- IC 3320
- IRAS 12233+1044
- UGC 7519
- PGC 40602
- MCG 2-32-40
- VCC 849
- ZWG 70.67
- PGC 40597